# Manos al aire
Manos al aire è un singolo della cantante canadese Nelly Furtado, il primo estratto dal quarto album in studio Mi plan e pubblicato il 29 giugno 2009.

## Pubblicazione
Manos al aire è stato reso disponibile per l'airplay radiofonico in tutto il mondo il 29 giugno 2009, mentre la commercializzazione del download digitale è avvenuta il giorno seguente, il 30 giugno 2009. In Italia ed in Messico la pubblicazione è invece avvenuta il 25 giugno, dopo che una anteprima del brano era stata resa disponibile sul sito ufficiale dell'etichetta Universal Music Latino.

## Video musicale
Sabato 18 luglio 2009 è stata resa disponibile un'anteprima del video nel quale si vede Nelly Furtado in panni militari, che cammina per strada e si siede alla guida di una jeep, lanciandosi alle spalle volta per volta un oggetto personale che appartiene al fidanzato, come segno di sconfitta e rinuncia alla loro storia insieme fatta di litigi, tant'è che si ritrovano a discutere durante una terapia di coppia. Alla fine Nelly sembra tornare sui suoi passi fermando la jeep, scendendo e raggiungendo la casa del suo amato, dimostrando di rinunciare a tutto per il suo amore.

## Tracce
Download digitale
1. Manos al aire – 3:28

CD singolo
1. Manos al aire – 3:28
2. Manos al aire (Robbie Rivera Radio Mix) – 3:35

CD maxi-singolo
1. Manos al aire – 3:28
2. Manos al aire (Robbie Rivera Radio Mix) – 3:35
3. Manos al aire (Robbie Rivera Juicy Mix) – 7:07
4. Manos al aire (Robbie Rivera Instrumental) – 3:33

## Classifiche
| Classifica (2009) | Posizione massima |
| ----------------- | ----------------- |
| Austria           | 5                 |
| Belgio (Fiandre)  | 55                |
| Belgio (Vallonia) | 20                |
| Cile              | 28                |
| Costa Rica        | 29                |
| Croazia           | 10                |
| Francia           | 20                |
| Germania          | 2                 |
| Italia            | 2                 |
| Messico           | 8                 |
| Paesi Bassi       | 92                |
| Polonia           | 47                |
| Spagna            | 9                 |
| Svizzera          | 6                 |

## Date di pubblicazione
| Paese           | Data           | Formato           |
| --------------- | -------------- | ----------------- |
| Italia, Messico | 25 giugno 2009 | Airplay           |
| Tutto il mondo  | 29 giugno 2009 | Airplay           |
| Tutto il mondo  | 30 giugno 2009 | Download digitalw |
| Germania        | 31 luglio 2009 | CD                |